# Renee Rosnes
Irene Louise Rosnes, connue sous le nom de Renee Rosnes, née le 24 mars 1962 à Regina, est une pianiste, compositrice et arrangeuse de jazz canadienne.

## Biographie

### Jeunesse
Renee nait à Regina dans la région de Saskatchewan. Elle est adoptée par les Rosnes aux côtés de deux autres filles, ses sœurs ainées. En 1994, Rosnes rencontre sa mère biologique, Mohinder Kaur Randhawa, et découvre qu'elle a des origines Sikh et du Pendjab, et du côté de son père biologique d'Irlande et d'Écosse.
Elle grandit dans le district de North Vancouver en Colombie-Britannique. Elle est scolarisée à la Handsworth Secondary School (en).
Les trois sœurs reçoivent une éducation musicale, et bien que venant de familles biologiques différentes, ont toutes l'oreille absolue. Renee Rosnes commence à prendre des leçons de piano classique à l'âge de trois ans, et apprend également le violon. Elle commence à s'intéresser au jazz au lycée grâce à un professeur, Bob Rebagliati, qui lui fait écouter Horace Silver, McCoy Tyner, Oscar Peterson et Herbie Hancock, qu'elle cherche à reproduire.
Elle entre à l'université de Toronto, où elle suit des cours de concertiste classique avec le pianiste William Aide. Elle joue également dans le big band de l'école. N'ayant pas envie de poursuivre une carrière de concertiste, elle retourne à Vancouver, où elle fait des petits boulots et joue dans des clubs. Elle y rencontre Woody Shaw, Branford Marsalis, Kenny Kirkland ou Jeff « Tain » Watts.
En 1985, elle reçoit une bourse du Conseil des arts du Canada, qui lui permet de s'installer à New York pour poursuivre son apprentissage.

### Carrière
En 1986, le saxophoniste Joe Henderson engage Rosnes dans son quartet. En 1988, elle fait partie du groupe de Wayne Shorter, et en 1989, elle rejoint le quintet du tromboniste Jay Jay Johnson, avec qui elle joue jusqu'à ce qu'il se retire de la scène en 1997. En 1989, elle commence à travailler avec le saxophoniste James Moody, qu'elle accompagne pendant 20 ans. Elle joue également régulièrement avec le vibraphoniste Bobby Hutcherson, avec qui elle enregistre For Sentimental Reasons en 2007.
Elle joue avec le groupe Out of the Blue (en), avec qui elle enregistre Spiral Staircase en 1989. Elle y rencontre le batteur Billy Drummond (en), avec qui elle se marie en 1990,.
Elle fait partie des fondateurs du SFJAZZ Collective (en), au sein duquel elle joue de 2004 à 2009. Depuis 2012, elle fait partie du Foursight Band du contrebassiste Ron Carter, avec qui elle tourne fréquemment en Europe.
Elle épouse le pianiste de jazz Bill Charlap le 25 août 2007. Le couple publie chez Blue Note Double Portrait, un disque en duo.
En 2017, Rosnes gagne son quatrième Prix Juno pour Written in the Rocks. L'album est également sur la liste des 10 meilleurs disques jazz de l'année pour le Chicago Tribune et des 10 meilleurs disques tous genres confondus pour The Nation.
Rosnes est la pianiste et directrice musicale du supergroupe Artemis, avec Cécile McLorin Salvant au chant, Anat Cohen à la clarinette, Melissa Aldana au saxophone ténor, Ingrid Jensen à la trompette, Noriko Ueda à la contrebasse et Allison Miller à la batterie. Leur premier album Artemis sort le 11 septembre 2020.
En 2018, elle publie Beloved of the Sky, avec Chris Potter (saxophones et flûte), Steve Nelson (vibraphone), Peter Washington (contrebasse) et Lenny White (batterie), un album inspiré par les peintures d'Emily Carr,.
En 2021 paraît Kinds of Love (de) (Smoke Sessions Records), salué par la critique.

### Autres activités
De 2008 à 2010, Rosnes produit l'émission de radio Jazz Profiles sur CBC Radio, où elle fait le portrait de musiciens de jazz canadiens, notamment Paul Bley, Oliver Jones, Michel Donato ou Kenny Wheeler,.
Avec la productrice Kelly Peterson, Rosnes cofonde le Canadian Jazz Master Awards. Elle est également directrice artistique du Festival  internation de jazz Oscar Peterson, qui se tient en février à Ontario.
Elle s'intéresse à l'astronomie, et a même suivi un cours sur le sujet à l'université. Plusieurs de ses compositions font référence au sujet : Passing Jupiter (Jupiter en passant), Black Holes (Trous noirs) ou Orion's Belt (Ceinture d'Orion).

## Style
À ses débuts, Renee Rosnes ne s'attendait pas devoir prouver sans cesse sa valeur dans le monde très masculin du jazz :

« Quand je suis arrivée à New York, j'étais très naïve sur ces questions, je n'y pensais même pas. Je savais, évidemment, qu'il n'y avait pas beaucoup de musiciennes de jazz, mais je n'y avais jamais vraiment réfléchi. J'étais une musicienne quand je jouais, je ne pensais qu'à la musique. Maintenant que je suis ici depuis quelque temps, que je sais comment ça se passe et à quoi ressemble le milieu, je me rends compte à quel point j'étais naïve en m'imaginant ne subir aucun préjugé en tant que femme blanche. Cette question se pose, et cela me déçoit. Je ne veux pas avoir l'air de me plaindre. Je vais juste continuer à faire ce que je fais, et si quelqu'un a un problème avec ça, tant pis pour eux. »

— Renee Rosnes
En tant que compositrice, elle soigne les thèmes qu'elle écrit, et donne aux musiciens des partitions très détaillées, tout en laissant de la place pour l'interprétation des musiciens.

## Récompenses
- 1992 : Prix Juno du meilleur album de jazz pour For the Moment (en)
- 1997 : Prix Juno du meilleur album de jazz mainstream pour Ancestors (en)
- 2003 : Prix Juno du meilleur album de jazz traditionnel pour Life on Earth (en)
- 2003 : compositrice de l'année pour la SOCAN
- 2005 : enregistrement jazz de l'année décerné par les Western Canadian Music Awards (en) pour Deep Cove du Ryga-Rosnes Quartet
- 2016 : Artistic Honoree, Newark Arts High School (en)
- 2017 : Prix Juno du meilleur album de jazz solo pour Written in the Rocks (en)[15]
- 2018 : Prix Oscar Peterson, Festival international de jazz de Montréal

## Discographie

### En tant que leader
- 1990 : Renee Rosnes (Blue Note)
- 1990 : For the Moment (en), avec Joe Henderson (Blue Note)
- 1992 : Without Words (Blue Note)
- 1996 : Ancestors (en) (Blue Note)
- 1997 : As We Are Now (en) (Blue Note)
- 1999 : Art & Soul (en) (Blue Note)
- 2001 : With a Little Help from My Friends (Blue Note)
- 2002 : Life on Earth (en) (Blue Note)
- 2003 : Renee Rosnes and the Danish Radio Big Band, avec DR Big Band (en) (Blue Note)
- 2004 : Deep Cove (CBC)
- 2005 : A Time for Love (Video Arts)
- 2009 : Black Narcissus: A Tribute to Joe Henderson (Pony Canyon/M&I)
- 2010 : Double Portrait, avec Bill Charlap (Blue Note)
- 2012 : Manhattan Rain (Pony Canyon)
- 2016 : Written in the Rocks (en) (Smoke Sessions Records)
- 2018 : Beloved of the Sky (Smoke Sessions)[9]
- 2018 : Ice on the Hudson: Songs by Renee Rosnes & David Hajdu (SMK Records)
- 2021 : Kinds of Love (de) (Smoke Sessions Records)

### Membre d'un groupe

#### AvecOut of the Blue(en)
- 1989 : Spiral Staircase (Blue Note)

#### Avec The Drummonds (Ray DrummondetBilly Drummond(en))
- 1999 : When You Wish Upon a Star (VideoArts)
- 2000 : Letter to Evans (VideoArts)
- 2002 : A Beautiful Friendship (VideoArts)
- 2002 : Pas de Trois (True Life Jazz)
- 2003 : Once Upon a Summertime (VideoArts)

#### AvecSFJAZZ Collective(en)
- 2004 : Original Works and the Music of Ornette Coleman
- 2005 : Original Works and the Music of John Coltrane
- 2006 : Original Works and the Music of Herbie Hancock
- 2007 : Original Works and the Music of Thelonious Monk
- 2008 : Original Works and the Music of Wayne Shorter
- 2009 : Original Works and the Music of McCoy Tyner

#### Avec Artemis
- 2020 : Artemis (Blue Note)
- 2023 : In Real Time (Blue Note)
- 2025 : Arboresque (Blue Note)

### En tant qu'accompagnatrice ou invitée

#### AvecRon Carter
- 2016 : Brasil L.I.K.E. (Summit Records)
- 2019 : Foursight Quartet: Live in Stockholm, Vol. 1 (In and Out)

#### Avec Todd Coolman
- 1991 : Tomorrows (BRC)
- 1995 : Lexicon (Double-Time Records)

#### Avec Michael Dease
- 2013 : Coming Home (D Clef)
- 2016 : All These Hands (Posi-Tone Records)
- 2019 : Never More Here (Posi-Tone Records)

#### Avec Billy Drummond
- 1992 : Native Colours (Criss Cross)
- 1993 : The Gift (Criss Cross)

#### AvecJon Faddis
- 1989 : Into the Faddisphere (Epic Records)
- 1991 : Hornucopia (Epic Records)

#### Avec Jimmy Greene
- 2014 : Beautiful Life (Mack Avenue)
- 2017 : Flowers, Beautiful Life, Volume 2 (Mack Avenue)

#### AvecJoe Henderson
- 1990 : Punjab (Arco)
- 1990 : Humpty Dumpty (BRC)

#### AvecJay Jay Johnson
- 1993 : Let's Hang Out (Verve)
- 1997 : The Brass Orchestra (Verve)
- 1998 : Heroes (Verve)

#### AvecMarian McPartland
- 1998 : Just Friends (Concord)
- 2006 : An NPR Christmas Collection with Marian McPartland and Friends (NPR)

#### AvecJimmy Scott
- 2002 : But Beautiful (Milestone)
- 2003 : Moon Glow (Milestone)

#### Avec Gary Thomas
- 1987 : The Seventh Quadrant (Enja)
- 1990 : While the Gate Is Open (JMT)

#### Avec Walt Weiskopf
- 1999 : Anytown (Criss Cross)
- 2011 : Quartet Live (Capri Records)

#### AvecGerald Wilson
- 2003 : New York, New Sound (Mack Avenue)
- 2005 : In My Time (Mack Avenue)
- 2007 : Monterey Moods (Mack Avenue)
- 2009 : Detroit (Mack Avenue)
- 2011 : Legacy (Mack Avenue)

#### Avec Dave Young
- 1995 : Two by Two, Vol. 1 (Justin Time)
- 1996 : Two by Two, Vol. 2 (Justin Time)
- 2016 : One Way Up (Modica Music)
- 2019 : Lotus Blossom (Modica Music)

#### Autres collaborations
- Howard Alden, Take Your Pick (Concord, 1997)
- Tony Bennett & Bill Charlap, The Silver Lining: The Songs of Jerome Kern (RPM/Columbia, 2015)
- Adrian Cunningham et Ken Peplowski, Duologue (Arbors Records, 2018)
- Brandi Disterheft, Gratitude (Justin Time, 2012)
- Ray Drummond, Vignettes (Arabesque Records, 1996)
- Robin Eubanks, Karma (JMT, 1991)
- Renée Fleming, Christmas in New York (Decca, 2014)
- Sonny Fortune, Invitation (Century, 2010)
- Dizzy Gillespie All-Star Big Band, Things to Come (MCG Jazz, 2002)
- David Hajdu, Waiting for the Angel: Songs With Words by David Hajdu (Miranda, 2015)
- Slide Hampton, Inclusion (Twin, 1999)
- Vincent Herring, Secret Love (MusicMasters, 1993)
- Bobby Hutcherson, For Sentimental Reasons (Kind of Blue, 2007)
- Joyce Moreno, Astronauta – The Songs of Elis (Blue Jackel, 1998)
- Steve Kaldestad, New York Afternoon (Cellar Jazz, 2015)
- Tom Kennedy, Just Play (Capri, 2013)
- Peter Leitch, Blues on the Corner (Reservoir, 1999)
- Joe Magnarelli, Why Not (Criss Cross, 1995)
- George Mraz, Duke's Place (Milestone, 1999)
- Mike Murley, Taking Flight (Cornerstone, 2020)
- Lewis Nash, Highest Mountain (Cellar Live, 2011)
- Native Colors, One World (Concord, 1995)
- Greg Osby, Season of Renewal (JMT, 1990) – recorded in 1989
- Niels-Henning Ørsted Pedersen, Friends Forever (Milestone, 1997)
- Rich Perry, So in Love (Steeplechase, 1998)
- Jim Snidero, Strings (Milestone, 2003)
- Superblue, Superblue 2 (Blue Note, 1989)
- Steve Turre, One4J (Telarc, 2003)
- Chip White, Personal Dedications & Percussive Tributes (Dark Colors, 2011)
- Nancy Wilson, A Nancy Wilson Christmas (Telarc, 2001)
- Pete Yellin, How Long Has This Been Going On? (Jazzed Media, 2009)
- Libby York, Sunday in New York (Blujazz Productions, 2004)